# Daiki Tomii
Daiki Tomii (富居 大樹 Tomii Daiki?), född 27 augusti 1989 i Saitama prefektur, är en japansk fotbollsspelare.
Tomii började sin karriär 2013 i Thespakusatsu Gunma. Han spelade 61 ligamatcher för klubben. 2016 flyttade han till Montedio Yamagata. 2018 flyttade han till Shonan Bellmare. Med Shonan Bellmare vann han japanska ligacupen 2018.